# Énencourt-Léage

Énencourt-Léage este o comună în departamentul Oise, Franța. În 1 ianuarie 2022 avea o populație de 116 de locuitori.